# Motorsport Games de la FIA
Los Motorsport Games de la FIA (en inglés y oficialmente, FIA Motorsport Games), son un evento multideportivo de automovilismo internacional iniciado en 2019 y administrado por la Federación Internacional del Automóvil (FIA). En este campeonato participan equipos que representan países. Incluye competiciones de múltiples disciplinas automovilísticas y las autoridades nacionales del deporte automovilístico participan bajo sus selecciones nacionales. Cada competición otorga medallas de oro, plata y bronce que contribuyen a un cuadro de medallas general que determina el país ganador del evento.
La edición inaugural tuvo lugar en el Autódromo de Vallelunga Piero Taruffi del 1 al 3 de noviembre de 2019, en el norte de Roma, Italia, y fue ganado por Rusia.
La edición de 2020 se pospuso a 2021 y, posteriormente, a 2022 debido a la pandemia de COVID-19. El 6 de agosto de 2021, la FIA anunció que el evento de 2022 se celebraría en el Circuito Paul Ricard de Marsella, en Francia, y se llevaría a cabo del 26 al 30 de octubre de 2022, con Italia como vencedora. A Rusia se le prohibió participar en la edición de 2022 por la Invasión rusa de Ucrania. A partir de la segunda edición, se anunció que los FIA Motorsport Games se celebrarán cada dos años, en lugar de un formato anual. 
La tercera edición se celebró del 23 al 27 de octubre de 2024 en el Circuito Ricardo Tormo con Valencia como ciudad anfitriona, con el Aspar Circuit para las modalidades de karting y Cross Car, y la Ciudad de las Artes y las Ciencias para la ceremonia de apertura y las competiciones de Esports, una edición de récord con victoria para la selección de España.

## Ediciones
| Edición | Año  | Fechas                                         | Lugar                                          | Circuito                                       | Disciplinas                                    | Competidores                                   | Competidores                                   | Competidores                                   | Eventos                                        | Países                                         | País con más oros                              | Ref.                                           |
| Edición | Año  | Fechas                                         | Lugar                                          | Circuito                                       | Disciplinas                                    | Total                                          | Hombres                                        | Mujeres                                        | Eventos                                        | Países                                         | País con más oros                              | Ref.                                           |
| ------- | ---- | ---------------------------------------------- | ---------------------------------------------- | ---------------------------------------------- | ---------------------------------------------- | ---------------------------------------------- | ---------------------------------------------- | ---------------------------------------------- | ---------------------------------------------- | ---------------------------------------------- | ---------------------------------------------- | ---------------------------------------------- |
| I       | 2019 | 1-3 de noviembre                               | Campagnano di Roma, Italia                     | Autódromo de Vallelunga Piero Taruffi          | 6                                              | 194                                            | 162                                            | 32                                             | 6                                              | 50                                             | Rusia                                          | [ 1 ]                                          |
| -       | 2020 | No se celebró debido a la pandemia de COVID-19 | No se celebró debido a la pandemia de COVID-19 | No se celebró debido a la pandemia de COVID-19 | No se celebró debido a la pandemia de COVID-19 | No se celebró debido a la pandemia de COVID-19 | No se celebró debido a la pandemia de COVID-19 | No se celebró debido a la pandemia de COVID-19 | No se celebró debido a la pandemia de COVID-19 | No se celebró debido a la pandemia de COVID-19 | No se celebró debido a la pandemia de COVID-19 | No se celebró debido a la pandemia de COVID-19 |
| -       | 2021 | No se celebró debido a la pandemia de COVID-19 | No se celebró debido a la pandemia de COVID-19 | No se celebró debido a la pandemia de COVID-19 | No se celebró debido a la pandemia de COVID-19 | No se celebró debido a la pandemia de COVID-19 | No se celebró debido a la pandemia de COVID-19 | No se celebró debido a la pandemia de COVID-19 | No se celebró debido a la pandemia de COVID-19 | No se celebró debido a la pandemia de COVID-19 | No se celebró debido a la pandemia de COVID-19 | No se celebró debido a la pandemia de COVID-19 |
| II      | 2022 | 26-30 de octubre                               | Le Castellet, Francia                          | Circuito Paul Ricard                           | 16                                             | 475                                            | 397                                            | 78                                             | 16                                             | 72                                             | Italia                                         | [ 4 ]                                          |
| III     | 2024 | 23-27 de octubre                               | Cheste, Comunidad Valenciana                   | Circuito Ricardo Tormo                         | 16                                             | -                                              | -                                              | -                                              | 26                                             | -                                              | España                                         | [ 8 ]                                          |

## Disciplinas y competiciones
| Nombre                                | 2019 | 2022 |
| ------------------------------------- | ---- | ---- |
| Gran Turismo (GT3)                    | Sí   | No   |
| Turismos                              | Sí   | Sí   |
| Fórmula 4                             | Sí   | Sí   |
| Karting Slalom                        | Sí   | Sí   |
| Drifting                              | Sí   | Sí   |
| Digital (eSports; Gran Turismo Sport) | Sí   | Sí   |
| GT Sprint                             | No   | Sí   |
| GT Sprint Relay                       | No   | Sí   |
| Crosscar Junior                       | No   | Sí   |
| Crosscar Senior                       | No   | Sí   |
| FIA Rally2                            | No   | Sí   |
| FIA Rally4                            | No   | Sí   |
| Rally Historic                        | No   | Sí   |
| Historic Regularity Rally             | No   | Sí   |
| Karting Sprint                        | No   | Sí   |
| Karting Endurance                     | No   | Sí   |

## Participantes
En esta sección se listan todos los países participantes en al menos una edición del evento.
- Albania
- Austria
- Australia
- Bielorrusia
- Bélgica
- Brasil
- China
- República de China
- Costa Rica
- Croacia
- República Checa
- Dinamarca
- Estonia
- Finlandia
- Francia
- Georgia
- Alemania
- Hong Kong
- Hungría
- India
- Irlanda
- Israel
- Italia
- Japón
- Kuwait
- Letonia
- Lituania
- Malasia
- Malta
- México
- Países Bajos
- Nueva Zelanda
- Macedonia del Norte
- Noruega
- Polonia
- Portugal
- Reino Unido
- Rumania
- Rusia
- Serbia
- Singapur
- Eslovaquia
- España
- Suecia
- Suiza
- Tailandia
- Turquía
- Ucrania
- Estados Unidos

## Medallero histórico
La siguiente tabla muestra el medallero global de todas las disciplinas, tal y como se publicó por primera vez en la página oficial de la FIA, priorizando en el orden oro, luego plata, y finalmente bronce.
Actualizado tras la edición de 2022, con aquellos países que han ganado al menos una medalla.
| Núm. | País            | Oro | Plata | Bronce | Total |
| ---- | --------------- | --- | ----- | ------ | ----- |
| 1    | Italia          | 4   | 1     | 1      | 6     |
| 2    | Países Bajos    | 3   | 1     | 0      | 4     |
| 3    | Francia         | 3   | 0     | 0      | 3     |
| 4    | Bélgica         | 2   | 3     | 2      | 7     |
| 5    | Alemania        | 2   | 2     | 0      | 4     |
| 6    | Australia       | 2   | 0     | 1      | 3     |
| 7    | Rusia           | 1   | 0     | 2      | 3     |
| 8    | Reino Unido     | 1   | 0     | 1      | 2     |
| 9    | Perú            | 1   | 0     | 0      | 1     |
| 10   | Japón           | 1   | 0     | 0      | 1     |
| 11   | Letonia         | 1   | 0     | 0      | 1     |
| 12   | Ucrania         | 1   | 0     | 0      | 1     |
| 13   | España          | 0   | 4     | 4      | 8     |
| 14   | República Checa | 0   | 2     | 1      | 3     |
| 15   | Polonia         | 0   | 1     | 2      | 3     |
| 16   | Eslovaquia      | 0   | 1     | 1      | 2     |
| 17   | Suecia          | 0   | 1     | 1      | 2     |
| 18   | Sri Lanka       | 0   | 1     | 0      | 1     |
| 19   | Brasil          | 0   | 1     | 0      | 1     |
| 20   | Costa Rica      | 0   | 1     | 0      | 1     |